# Oshakati
Oshakati is een stad (Engels: town) in Namibië. Het is de hoofdstad van de regio Oshana en wordt ook wel de hoofdstad van het noorden van Namibië, van Owamboland, genoemd.
Tijdens het apartheidsbewind bevond zich in Oshakati een grote Zuid-Afrikaanse militaire basis. Tijdens de onafhankelijkheidsstrijd vonden er aanslagen plaats tegen leger- en politieposten. Sinds de onafhankelijkheid van Namibië in 1990 is er veel economische ontwikkeling in Oshakati. De groei in werkgelegenheid trekt veel mensen uit omliggende regio’s aan en de stad breidt snel uit.
UNAM, de universiteit van Namibië, heeft er haar zogeheten North Campus geopend voor studenten in Owamboland.